# Andrena cinereophila
Andrena cinereophila är en biart som beskrevs av Warncke 1965. Andrena cinereophila ingår i släktet sandbin, och familjen grävbin. Inga underarter finns listade i Catalogue of Life.